# Стадион Раба ЕТО

Стадион Раба ЕТО (мађ. Rába ETO Stadion) је био вишенаменски стадион у Ђеру у Мађарској. Првобитно је коришћен као стадион за утакмице Ђер ЕТО ФК. Заменио га је ЕТО Парк 2008. године. Капацитет стадиона је на свом врхунцу био 25.000 гледалаца, али је касније смањен на 14.600 (капацитет УЕФА).

## Историјат
Стадион је отворен 22. јуна 1977. године. Објекат је имао атлетску стазу, окружену са свих страна трибинама које су могле да приме до 28.000 гледалаца. Неке трибине су лежале на косом терену, горњи слој је био од бетонске конструкције. Зграда је била опремљена вештачким осветљењем постављеним на четири висока јарбола. Фудбалери клуба ЕТО ФК Ђер играли су своје утакмице на стадиону у периоду 1982–2000, фудбалска репрезентација Мађарске је одиграла и пет мечева, финале Купа Мађарске је такође одржано једном на стадиону (1. 2002: ФК Ујпешт - ФК Сомбатхељ 2 : 1 после продужетака). Године 2005. почели су радови на потпуној реконструкцији старог стадиона, али је до 2006. године Ђер ЕТО ФЦ могао да игра утакмице у свом некадашњем објекту (последњи меч лиге је одигран 28. маја 2006. године). Након тога, тим је привремено наступао у другим аренама (то су били: стадион Надорвароши у Ђеру, стадион Алкуфер у Ђер-Ђирмоту и стадион Грошич Ђула у Татабањи). 7. априла 2007. године клуб је одиграо прву лигашку утакмицу у новом објекту, изграђеном на месту некадашњег стадиона Раба ЕТО. Нови стадион тада није био у потпуности завршен, већ је била спремна само трибина на источној страни. Супротна, западна трибина отворена је 2008. године. Нови објекат, за разлику од претходника, има типичан фудбалски распоред, без атлетске стазе и може да прими 16.000 гледалаца..